# Allium retrorsum
Allium retrorsum là một loài thực vật có hoa trong họ Amaryllidaceae. Loài này được (Özhatay & Kollmann) Brullo, Guglielmo, Pavone & Salmeri mô tả khoa học đầu tiên năm 2007.